# Полторацкий, Александр Маркович
Александр Маркович Полторацкий (1766 — 7 июля 1839) — начальник Олонецких горных заводов (1806—1807), директор Александровского пушечного завода в Петрозаводске, управляющий Санкт-Петербургским монетным департаментом и монетным двором. Обер-берг-гауптман 4-го класса.

## Биография
Сын Марка Федоровича Полторацкого, выходца с Украины, директора Певческой капеллы. Зачислен в службу в 1778 году сержантом гвардии. В 1787 году был выпущен капитаном, направлен в Нарвский пехотный полк. Уволен с назначением председателем Архангельского губернского магистрата.
С 1789 года — советник Архангельской уголовной палаты. С 1790 года — обер-провиантмейстер Провиантского штата. С 16 декабря 1793 года — помощник помощник начальника Олонецких горных заводов и начальник Александровского пушечного завода. Прорытый по указанию А. М. Полторацкого отводной канал спас завод от неминуемой гибели во время наводнения. Под руководством Полторацкого в Олонецкой губернии были проведены поиски железных и медных руд. Создал описание Олонецких горных заводов, за что получил награду от Берг-коллегией в сумме 5000 руб.
В 1806—1807 годах начальник Олонецких горных заводов. С 1808 по 1811 года состоял управляющим Санкт-Петербургским монетным департаментом и монетным двором. Имел суконную фабрику в селе Рассказове Тамбовской губернии и имение в селе Красном Тверского губернии.
Занимался литературой под псевдонимом «Дормедон Васильевич Прутиков», изданы произведения: в «Атенее» 1828 г.— «Кузины» (№ 3) и «План новейшего романа» «Барбатон и Аврора» (№ 22) и в «Новом Живописце», в приложении к «Московскому телеграфу» 1830 г.: 1) «1-е апреля»; 2) «Фехтование», 3) «Экипажи», 4) «Приличие» (книга II) и «Обед» (книга VIII); в 1836 г. «Провинциальные бредни и записки Дормедона Васильевича Прутикова», М. 1836 г., 2 ч.
Похоронен в Новодевичьем монастыре в Москве.

## Семья

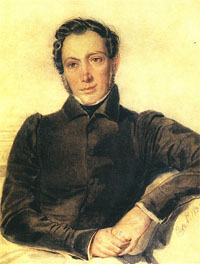
Александр Полторацкий

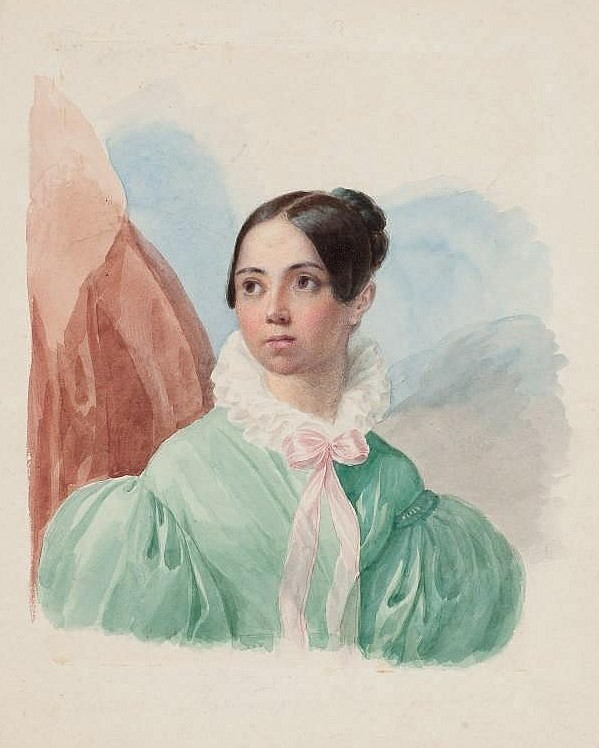
Прасковья Полторацкая

Первая жена — Мария Карловна Гаскойн, англичанка, дочь Чарльза Гаскойна. Их дети:
- Александр (1792—1855), знакомый А. С. Пушкина, служивший в лейб-гвардии Семёновском полку. Женат с 1834 года на Екатерине Павловне Бакуниной (1795—1869);
- Константин (1795—1858), генерал-лейтенант.
- Мария

Вторая жена — Татьяна Михайловна Бакунина (1773—06.07.1858), сестра А. М. Бакунина и тетка анархиста Михаила Бакунина. Похоронена рядом с мужем в Новодевичьем монастыре. Дети:
- Варвара (1797—23.04.1805[7])
- Михаил (1801—1836), штабс-капитан, знакомый А. С. Пушкина;
- Прасковья (08.03.1804[8]—10.02.1885[9]), крещена 10 марта 1804 года в Морском соборе при восприемстве А. Н. Оленина, жила в Москве, в собственном доме в Лёвшином переулке, умерла от воспаления легких в Париже.
- Любовь
- Надежда
- Варвара (15.03.1806— ?), замужем с 24 апреля 1832 года[10] за Сергеем Сергеевичем Бобрищевым-Пушкиным.
- Пётр (08.03.1810[11]—20.10.1861), штабс-ротмистр; женат с 29 сентября 1835 года[12] на Марии Фёдоровне Абакумовой.
- Афоклея, замужем за Н. В. Воейковым.
- Татьяна (1815—1839)